# Point of No Return (Keyshia Cole)
Point of No Return è il sesto album in studio della cantante statunitense Keyshia Cole, pubblicato nell'ottobre 2014.

## Tracce
1. Intro (Last Tango) – 2:54 (Keyshia Cole, Tim Kelley, Marcus White)
2. Heat of Passion – 3:59 (Keyshia Cole, Antwan Thompson, Jerrol Wizzard, Troy Taylor)
3. N. L. U (featuring 2 Chainz) – 4:13 (Keyshia Cole, Sean Fenton, Tauheed Epps, Larry Griffin Jr., Mark Landon, Robert Kelly)
4. Next Time (Won't Give My Heart Away) – 3:33 (Keyshia Cole, Antwan Thompson, Jerrol Wizzard)
5. Rick James (featuring Juicy J) – 4:11 (Keyshia Cole, Breana Marin, Sean Fenton, Jordan Houston, Roahn Hylton, Brandon Bell, Taylor Parks, Kam Parker)
6. New Nu – 2:56 (Keyshia Cole, Michael Williams, Marquel Middlebrooks, Nayvadius Wilburn, Timothy Thomas, Theron Thomas)
7. She – 3:44 (Keyshia Cole, Sean Fenton, Kirby Dockery, Dijon McFarlane, Printz Board)
8. Believer – 3:34 (Ester Dean, Jasper Cameron, M.S. Eriksen, T.E. Hermansen)
9. Love Letter (featuring Future) – 3:34 (Keyshia Cole, Nayvadius Wilburn, Michael Williams, Marquel Middlebrooks)
10. Party Ain't a Party (featuring Gavyn Rhone) – 4:50 (Keyshia Cole, Patrick Hayes)
11. Remember (Part 2) – 4:59 (Keyshia Cole, Patrick Hayes)